# Like (киберспортсмен)
Ли Кэцзин (кит. 李珂景), также известный под ником «Like» (ник происходит от фамилии и первого слога имени — Li Kejing) — профессиональный китайский киберспортсмен, игрок в Warcraft III (орк).
Начиная с 2006 года «Like» выступает за World Elite — одну из крупнейших профессиональных команд. К тому времени восемнадцатилетний Ли Кэцзин занял второе место на китайских отборочных к турниру KODE5, а также четвёртое место на China E-Sports Games.
В 2008 году «Like» сенсационно побеждает отборочном турнире к чемпионату мира World Cyber Games 2008, и становится на один уровень с другими топовыми игроками за орков. Однако, победа на турнире, в котором участвовали лучшие игроки Китая, не становится поворотной точкой карьеры игрока: ни на чемпионате мира, ни после него «Like» не добивается значительных успехов.
С сентября 2010 года игрок прекращает активные выступления.

## Достижения
2008 год
- ESWC 2008 China Finals (Китай, Уси) — 1465$
- WCG 2008 China finals (Китай, Шанхай) — 4400$
- CEG Beijing Tour (Китай, Пекин) — 1450$